# Rejon rybno-słobodzki
Rejon rybno-słobodzki (ros. Ры́бно-Слобо́дский райо́н, tatar. Балык Бистәсе районы) – rejon w należącej do Rosji autonomicznej republice Tatarstanu.
Rejon leży w środkowej części kraju, jego ośrodkiem administracyjnym jest osiedle typu miejskiego Rybnaja Słoboda. Według danych na rok 2020 rejon zamieszkiwały 24 784 osoby, a gęstość zaludnienia wyniosła 12,08 os./km2. Ponad 80% populacji stanowią Tatarzy, 18,7% Rosjanie oraz 1,3% pozostałe narodowości.

## Geografia
Rejon rybno-słobodzki graniczy na północy z rejonami piestrieczyńskim, tiulaczinskim i sabińskim, na zachodzie z łaiszewskim, a na wschodzie z mamadyszskim. Od strony południowej jest oddzielony rzeką od rejonów aleksiejewskiego oraz czystopolskiego.
Powierzchnia rejonu wynosi 2052 km2.

## Galeria

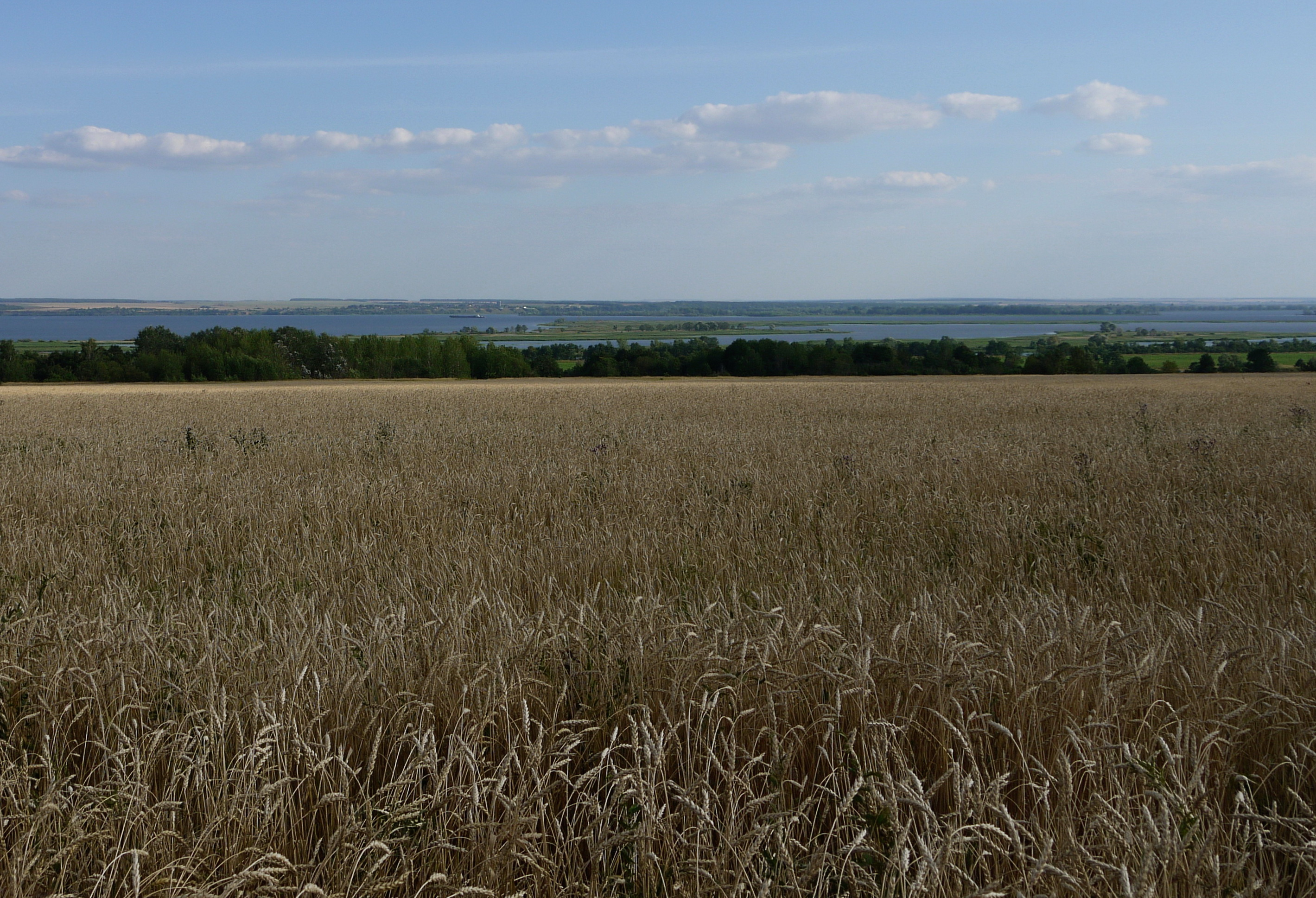
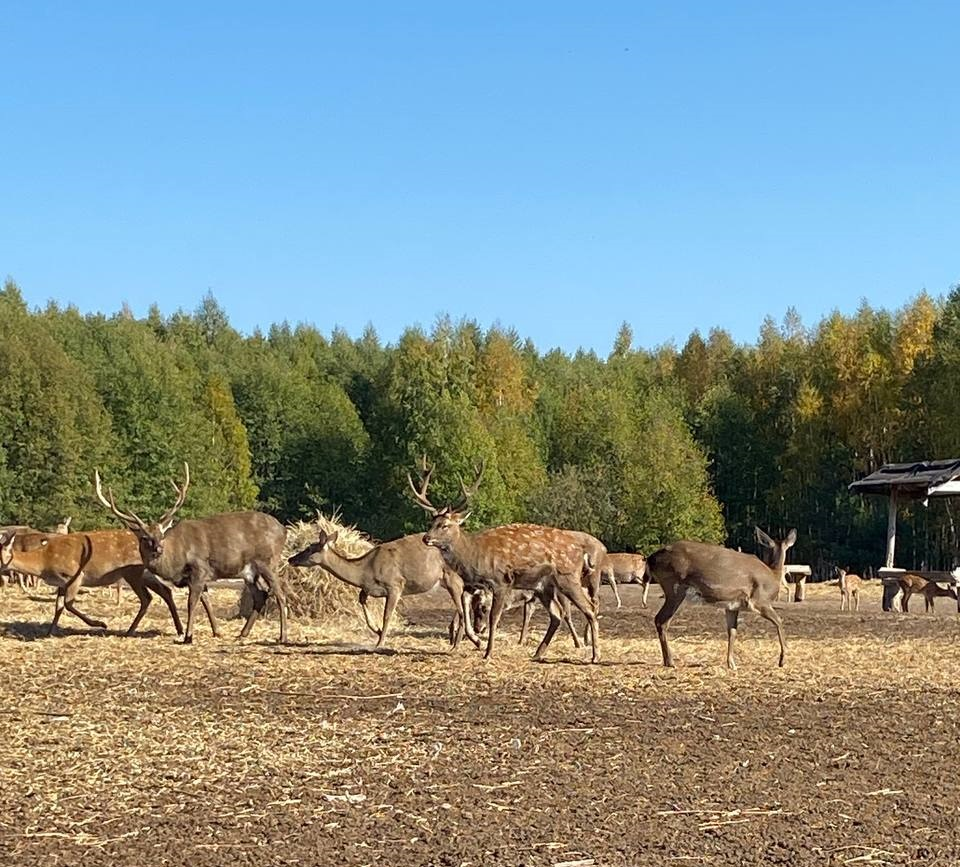
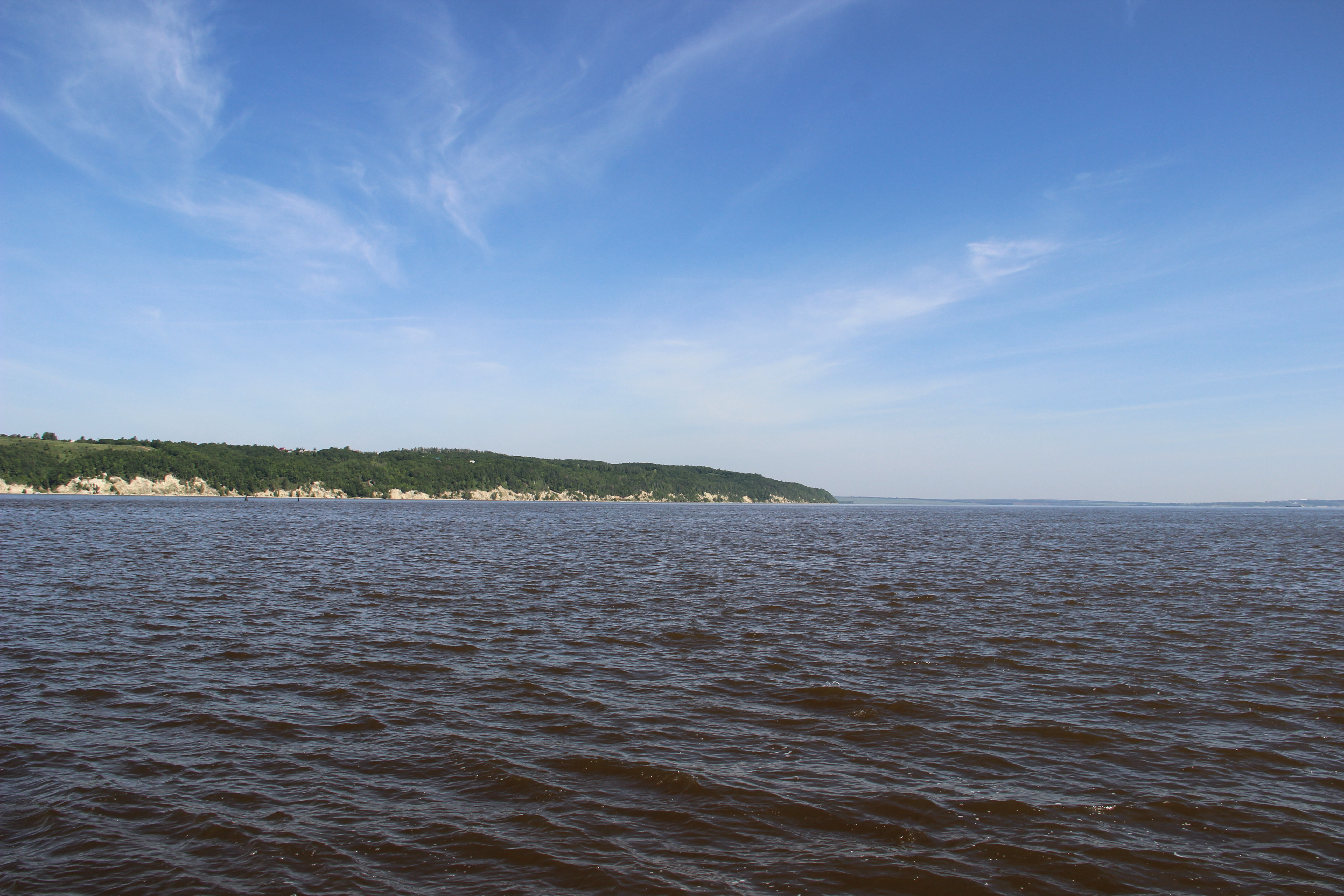
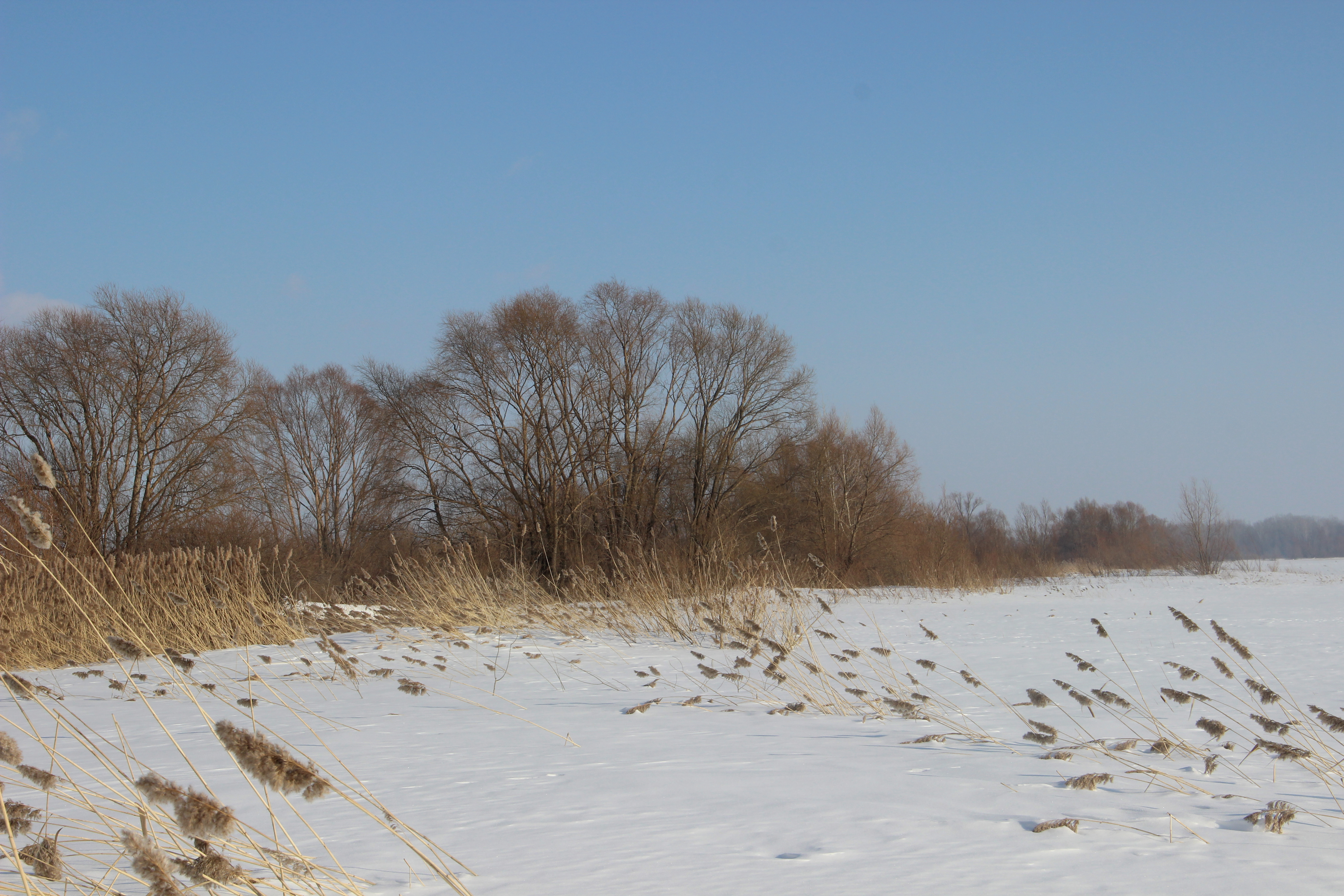